# Dizangué
Dizangué – miasto w Kamerunie, w Regionie Nadmorskim. Liczy około 20,3 tys. mieszkańców.